# 陈文友
陈文友（發音：[t͡ɕən˨˩ van˧˧ hiw˦ˀ˥]；1895年—1984年1月19日），越南政治人物，法國公民。
陈文友是永隆省周城郡隆美村人（今屬永隆省龍湖縣），1895年出生。曾任保大帝为国家元首的越南国（南越）总理。1950年4月27日，被君主保大帝任命为南越首相。1952年6月6日，陈文友下台，阮文心继任。1984年1月19日在法國巴黎去世。

## 生平
陳文友出生於永隆省周城郡隆美村。
1949年7月，越南國正式政府成立，保大擔任國長，兼首相。陳文友被任命爲南越首憲。
1951年舊金山會議上，陳文友作爲越南代表團團長重申了越南對黃沙、長沙羣島的主權。
1954年日內瓦協定後，陳文友政治生涯基本結束，後流亡法國。
1969年，越南民主共和國主席胡志明逝世後，陳文友前往越南民主共和國總代表處表示哀悼。
在流亡法國29年後，1984年1月19日，陳文友在法國巴黎聖寵谷軍醫院去世，享年87歲。